# Gerard Moreno Balagueró
Gerard Moreno Balagueró (sinh ngày 7 tháng 4 năm 1992) là cầu thủ bóng đá người Tây Ban Nha chơi cho câu lạc bộ Villarreal ở vị trí tiền đạo và là thành viên của đội tuyển bóng đá quốc gia Tây Ban Nha

## Thống kê sự nghiệp

### Câu lạc bộ
Tính đến 26 tháng 5 năm 2021
| Câu lạc bộ          | Mùa giải            | Giải đấu            | Giải đấu | Giải đấu | Cúp quốc gia | Cúp quốc gia | Châu Âu | Châu Âu | Khác | Khác | Tổng cộng | Tổng cộng |
| Câu lạc bộ          | Mùa giải            | Hạng                | Trận     | Bàn      | Trận         | Bàn          | Trận    | Bàn     | Trận | Bàn  | Trận      | Bàn       |
| ------------------- | ------------------- | ------------------- | -------- | -------- | ------------ | ------------ | ------- | ------- | ---- | ---- | --------- | --------- |
| Villarreal C        | 2010–11             | Tercera División    | 39       | 34       | —            | —            | —       | —       | —    | —    | 39        | 34        |
| Villarreal B        | 2010-11             | Segunda División    | 1        | 0        | —            | —            | —       | —       | —    | —    | 1         | 0         |
| Villarreal B        | 2011-12             | Segunda División    | 4        | 1        | —            | —            | —       | —       | —    | —    | 4         | 1         |
| Villarreal B        | 2012–13             | Segunda División B  | 3        | 0        | —            | —            | —       | —       | —    | —    | 3         | 0         |
| Villarreal          | 2012-13             | Segunda División    | 14       | 3        | 0            | 0            | —       | —       | —    | —    | 14        | 3         |
| Villarreal          | Tổng cộng           | Tổng cộng           | 61       | 38       | 0            | 0            | —       | —       | —    | —    | 61        | 38        |
| Villarreal          | 2014–15             | La Liga             | 26       | 7        | 6            | 5            | 7       | 4       | —    | —    | 39        | 16        |
| Espanyol            | 2015-16             | La Liga             | 32       | 7        | 4            | 0            | —       | —       | —    | —    | 36        | 7         |
| Espanyol            | 2016-17             | La Liga             | 37       | 13       | 1            | 0            | —       | —       | —    | —    | 38        | 13        |
| Espanyol            | 2017-18             | La Liga             | 38       | 16       | 6            | 3            | —       | —       | —    | —    | 44        | 19        |
| Espanyol            | Tổng cộng           | Tổng cộng           | 107      | 36       | 11           | 3            | —       | —       | —    | —    | 118       | 39        |
| Villarreal          | 2018–19             | La Liga             | 35       | 8        | 3            | 1            | 11      | 4       | —    | —    | 49        | 13        |
| Villarreal          | 2019–20             | La Liga             | 35       | 18       | 2            | 2            | —       | —       | —    | —    | 37        | 20        |
| Villarreal          | 2020–21             | La Liga             | 33       | 23       | 1            | 0            | 12      | 7       | —    | —    | 46        | 30        |
| Tổng cộng           | Tổng cộng           | Tổng cộng           | 103      | 49       | 6            | 3            | 23      | 11      | —    | —    | 132       | 63        |
| Mallorca (mượn)     | 2013-14             | Segunda División    | 31       | 11       | 1            | 1            | —       | —       | —    | —    | 32        | 12        |
| Tổng cộng sự nghiệp | Tổng cộng sự nghiệp | Tổng cộng sự nghiệp | 349      | 153      | 24           | 12           | 30      | 15      | —    | —    | 403       | 180       |

### Quốc tế
Tính đến ngày 26 tháng 3 năm 2024
| Đội tuyển quốc gia | Năm       | Trận | Bàn |
| ------------------ | --------- | ---- | --- |
| Tây Ban Nha        | 2019      | 3    | 3   |
| Tây Ban Nha        | 2020      | 6    | 1   |
| Tây Ban Nha        | 2021      | 8    | 1   |
| Tây Ban Nha        | 2022      | 1    | 0   |
| Tổng cộng          | Tổng cộng | 18   | 5   |

### Bàn thắng quốc tế
Tính đến ngày 18 tháng 11 năm 2019
| # | Ngày                 | Địa điểm                                           | Đối thủ | Bàn thắng | Kết quả | Giải đấu                    |
| - | -------------------- | -------------------------------------------------- | ------- | --------- | ------- | --------------------------- |
| 1 | 15 tháng 11 năm 2019 | Sân vận động Ramón de Carranza, Cádiz, Tây Ban Nha | Malta   | 6–0       | 7–0     | Vòng loại Euro 2020         |
| 2 | 18 tháng 11 năm 2019 | Wanda Metropolitano, Madrid, Tây Ban Nha           | România | 2–0       | 5–0     | Vòng loại Euro 2020         |
| 3 | 18 tháng 11 năm 2019 | Wanda Metropolitano, Madrid, Tây Ban Nha           | România | 3–0       | 5–0     | Vòng loại Euro 2020         |
| 4 | 14 tháng 11 năm 2020 | St. Jakob-Park, Basel, Thụy Sĩ                     | Thụy Sĩ | 1–1       | 1–1     | UEFA Nations League 2020–21 |
| 5 | 31 tháng 3 năm 2021  | Sân vận động La Cartuja, Seville, Tây Ban Nha      | Kosovo  | 3–1       | 3–1     | Vòng loại World Cup 2022    |

## Danh hiệu

### Câu lạc bộ

#### Villarreal
- UEFA Europa League: 2020–21